# Xiao Jinguang
Xiao Jinguang (Geburtsname : Xiao Yucheng ; * 4. Januar 1903 in Changsha, Kaiserreich China; † 29. März 1989 in Peking, Volksrepublik China) war ein Parteifunktionär und hoher Offizier der Volksbefreiungsarmee. Nach dem Ende des Chinesischen Bürgerkriegs wurde er erster Befehlshaber der Marine der Volksrepublik China.

## Herkunft
Xiao Jinguang wurde in Changsha geboren.

## Parteitätigkeit und Kriegseinsatz
Xiao Jinguang trat 1920 der Kommunistischen Jugendorganisation an. 1921 reiste er in die Sowjetunion und studierte dort Militärwissenschaft und Technologie in Leningrad. 1824 kehrte er nach China zurück. Xiao Jinguang nahm an der Nordexpedition Chiang Kai-sheks als kommunistischer Repräsentant in der 6. Division teil. Nach dem Ende der Nordexpedition begab er sich für einen weiteren Studienaufenthalt nach Leningrad.
Nach seiner Rückkehr 1930 wurde er Stabschef der 12. Roten Armee und Politoffizier der 5. Roten Armee. Er nahm am Langen Marsch teil. Während des Antijapanischen Krieges und dem nach dem Ende des Zweiten Weltkriegs wiederaufgeflammten Bürgerkriegs hatte Xiao Jinguang verschiedene Kommandos und Politoffiziersposten auf Armeeebene inne. 1945 wurde er Kandidat für das Zentralkomitees der Partei.

## Oberbefehlshaber der Marine
Nach der Gründung der Volksrepublik wurde Xiao Jinguang 1949 von Mao Tse-tung zum ersten Oberbefehlshaber der Seestreitkräfte des Landes ernannt. Beim Aufbau der Marine griff er auf Material und Personal der vormaligen Kriegsgegner im Bürgerkrieg zurück. Seine Planungen sahen den Aufbau einer leichten, aber modernen Seestreitkraft vor. 1954 wurde er Vizeverteidigungsminister. 1955 erhielt er den Rang eines Großen Generals. 1956 wurde er ordentliches Mitglied des Zentralkomitees der Partei.
Während der Herrschaft der Viererbande verkam Xiao Jinguang vom Oberbefehlshaber der Marine zu einem machtlosen Aushängeschild. Die wahre Macht im Offizierskorps der Teilstreitkraft lag beim der Viererbande gewogenen Politoffizier Su Zhenhua.
Xiao Jinguang starb am 29. März 1989 in Peking.